# Desastre del Barranco del Lobo
Se conoce como Desastre del Barranco del Lobo la acción militar acaecida en ese lugar, próximo a Melilla, el 27 de julio de 1909, en la que las tropas españolas fueron derrotadas por los rifeños. Es considerada una parte de la guerra de Melilla.

## Antecedentes
A comienzos del siglo XX el gobierno español decide ejercer en Marruecos una influencia que devolviera al país el prestigio perdido como consecuencia del Desastre de 1898. A este fin se adhiere a la Declaración de Londres de 1904, que asigna a España la misión de facilitar ayuda a Marruecos para llevar a cabo las reformas militares, económicas y administrativas de las que estaban tan necesitados. En esta época el control de las cabilas que circundaban Melilla estaba en manos de un pretendiente al trono de Marruecos, que afirmaba ser el hermano del sultán Abd al-Aziz de Marruecos, Yilali Mohamed el-Yusfi ez-Zerhuni, conocido en la historia como Bu Hamara (el de la burra), por lo que una compañía española y una francesa negocian con él la explotación de yacimientos mineros. Sin embargo, estas concesiones hacen que las cabilas que antes apoyaban a Bu Hamara consideren que este les ha traicionado, y para demostrar su enojo el 8 de agosto de 1908 atacan las explotaciones, aunque sin causar víctimas, y Bu Hamara es apresado y enviado a Fez, donde moriría encarcelado por el sultán.
La muerte de Bu Hamara deja a España sin interlocutor con los rifeños y la situación se hace más tensa. El general Marina, comandante general de Melilla, pide instrucciones y refuerzos al gobierno, ya que con las fuerzas con que cuenta no pueden continuar las labores pacificadoras, esto es, la continuidad de las explotaciones mineras. El gobierno se limita a pedir calma al general y no hace nada, es más, le prohíbe cualquier acción militar y el 7 de junio de 1909 autoriza a las compañías mineras a proseguir sus trabajos. La tranquilidad dura poco, puesto que a finales de junio comienza una gran agitación, con predicación de la guerra santa, en las cabilas próximas a Melilla. Ante la negativa gubernamental a autorizar la ocupación y fortificación de posiciones que permitieran defender a los trabajadores de un posible ataque rifeño, Marina ordena una expedición por estas cabilas, que lo único que consigue es la captura de seis agitadores que son conducidos presos a Melilla.

## Sucesos de julio
La detenciones de los agitadores son el detonante de la sublevación y, el 9 de julio, de 1909 se produce en Sidi Musa un ataque de los rifeños a un grupo de obreros españoles que construían un puente para un ferrocarril minero, matando a cinco de ellos e hiriendo a uno. Cuando los hechos son conocidos por el gobierno, presidido por Maura, este decreta el 10 de julio la movilización de tres brigadas mixtas de Cazadores, formadas en su mayor parte por reservistas de las quintas de 1903 y 1904,[cita requerida] lo que provoca disturbios en Madrid y en Barcelona, donde se producen los sucesos conocidos como Semana Trágica.
En días sucesivos, menudean los enfrentamientos con francotiradores ocultos en las alturas que dominan las posiciones españolas. El día 16 comienza la llegada a Melilla de las fuerzas expedicionarias y el 18 entran en combate. El 20 se produce un nuevo ataque rifeño en Sidi Musa, aunque fue rechazado por los españoles tras largos combates, bajo un sol abrasador sin agua y sin comida. El 22 los ataques se aproximan a Melilla, por lo que para detener el avance enemigo se ordena una concentración del fuego artillero sobre el principal núcleo atacante. El general Marina, en previsión de un ataque a Melilla, acantona una columna de seis compañías de infantería y una sección de obuses en las proximidades de la ciudad, al mando del coronel Álvarez Cabrera. Este mando, por iniciativa propia, ordena una marcha nocturna hacia Ait Aixa, perdiéndose durante la noche y amaneciendo en el barranco de Alfer, donde son sorprendidos y diezmados por los francotiradores apostados en las alturas. Esta imprudencia, que cuesta la vida al coronel, produce además 26 muertos y casi 230 heridos. Sin embargo, se consigue el objetivo de sacar a los rifeños de sus posiciones y de hacerlos retroceder.
El 26 de julio se reciben noticias a través de confidentes rifeños sobre la preparación de un potente ataque rebelde. El general Marina, ya teniente general y comandante del Ejército de Melilla, ordena la salida de tropas para proteger la posición de la Segunda Caseta. Asimismo, dispone que la brigada de Cazadores de Madrid, mandada por el general Guillermo Pintos Ledesma, vigile la zona del barranco del Lobo y el de Alfer, situados en las estribaciones del monte Gurugú. Es en el barranco del Lobo donde los españoles se ven expuestos al fuego graneado de los rifeños que continúan dueños de las alturas. Se comete, además, el grave error de intentar la retirada sin apoyo de la artillería, lo que causa gravísimas pérdidas. El general Marina, a la vista de la gravedad de la situación, se hace cargo del mando y organiza la retirada con apoyo artillero y de fuerzas procedentes de la posición de la Segunda Caseta. Esta emboscada originó más de 100 muertos, entre ellos el general Pintos, que estaba al mando de la expedición, y casi 600 heridos. Según la historiadora María Rosa de Madariaga murieron 153 militares (17 jefes y oficiales y 136 hombres de tropa) y 599 resultaron heridos (35 jefes y oficiales y 564 hombres de tropa).

## Epílogo

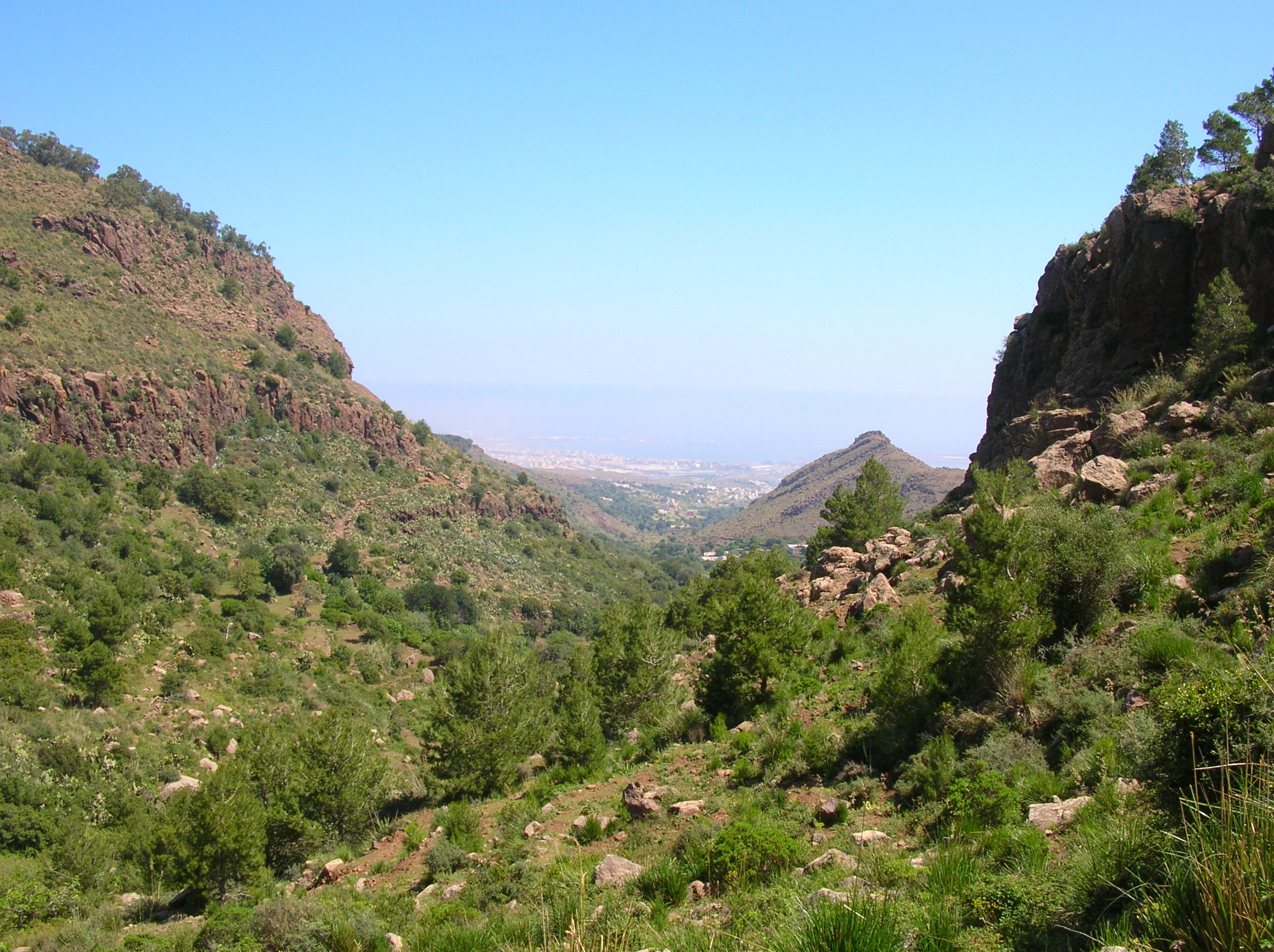
Aspecto actual del barranco del Lobo con Melilla al fondo.

Ante la gravedad de los acontecimientos se decide suspender todas las operaciones bélicas y continuar reforzando el contingente español en Melilla, que a mediados de agosto ya cuenta con más de 35 000 hombres y un elevado número de piezas de artillería y munición. A finales de agosto se reinician los combates por parte española, aunque ahora desde una posición de claro dominio, lo que llevaría a la pacificación total de la zona a finales de año.
El desastre del Barranco del Lobo ha sido considerado, junto con el de Annual en 1921, como una de las más sangrientas derrotas sufridas por el ejército español en las guerras coloniales sostenidas en el norte de África. Sin embargo, a pesar de las pérdidas de vidas, se consiguen los objetivos marcados y se rechaza al enemigo.
Los restos mortales de los fallecidos se encuentran en el Panteón de los Héroes del cementerio municipal de la Purísima Concepción de Melilla (España).

## Canciones populares
El desastre del Barranco del Lobo causó una profunda conmoción en España, siendo tema para una coplilla popular difundida durante muchos años, especialmente entre los soldados que servían en África, y cuya letra era la siguiente:
En el Barranco del Lobo

hay una fuente que mana

sangre de los españoles

que murieron por España.
(otras versiones: «por la patria»)
¡Pobrecitas madres,

cuánto llorarán,

al ver que sus hijos

a la guerra van!
(otras versiones: «ya no volverán»)
Ni me lavo ni me peino

ni me pongo la mantilla,

hasta que venga mi novio

de la guerra de Melilla.
Melilla ya no es Melilla,

Melilla es un matadero

donde van los españoles

a morir como corderos.

En la campiña de Jerez se cantaba esta otra canción menos conocida, en la que se aludía al conde de Romanones que era uno de los propietarios de la Compañía Española de Minas del Rif:
Los obreros de la mina

están muriendo a montones

para defender las minas

del conde de Romanones.

que luego los asesina.